# جون كريست (منافس ألعاب قوى)
جون كريست (بالإنجليزية: John Crist)‏ هو منافس ألعاب قوى أمريكي، ولد في 28 أغسطس 1954 في بورتسموث في الولايات المتحدة.

## وصلات خارجية
- جون كريست على موقع الاتحاد الدولي لألعاب القوى (الإنجليزية)
- جون كريست على موقع أوليمبيديا (الإنجليزية)